# Électricité de France
Électricité de France S.A. (in acronimo EDF) è la maggiore azienda produttrice e distributrice di energia in Francia.
Venne fondata l'8 aprile 1946, come risultato della nazionalizzazione di un certo numero di produttori, trasportatori e distributori di energia elettrica, dal ministro (comunista e sindacalista) per la produzione industriale Marcel Paul. 
Fino al novembre 2004 era un'azienda statale Établissement Public à caractère Industriel et Commercial (in acronimo EPIC, ossia ente pubblico a carattere industriale e commerciale); dal 19 novembre 2004 divenne una società anonima a capitale pubblico, quotata in borsa dal 18 novembre 2005.
Nel giugno 2023, al termine di una OPA iniziata il precedente ottobre, l'azienda torna ad essere a controllo interamente statale e si ritira dal mercato azionario.

## Profilo
La EDF ha detenuto il monopolio nella distribuzione, ma non nella produzione, dell'energia elettrica in Francia fino al 1999, quando venne recepita la prima direttiva della Commissione europea per armonizzare le regolamentazioni nel mercato dell'energia elettrica.
EDF è uno dei più grandi produttori di energia elettrica al mondo. Nel 2003 ha prodotto il 22% dell'energia elettrica dell'Unione europea, principalmente dall'energia nucleare:
- nucleare: 74,5%;
- idroelettrica: 16,2%;
- termica: 9,2%;
- eolica e altre fonti rinnovabili: 0,1%.

Negli anni successivi la percentuale di energia nucleare prodotta è addirittura aumentata, giungendo all'85,8% nel 2005, mentre la percentuale della produzione idroelettrica è diminuita, attestandosi al 4,2% nel 2005. 
Nel 2004 i suoi 58 reattori nucleari attivi erano distribuiti in 19 diverse centrali nucleari ed erano composti da 34 reattori da 900 MW, 20 da 1300 MW e 4 da 1450 MW, tutti della tipologia ad acqua pressurizzata.
EDF è presente anche in Italia con una partecipazione del 99,4% in Edison.

## Riforma (1996-2007)

### L'apertura del mercato elettrico
La decisione di aprire il mercato elettrico alla concorrenza a livello europeo fu presa con le direttive 96/92/CE del 19 dicembre 1996 e 2003/54/CE del 26 giugno 2003.
I passaggi verso l'apertura del mercato in Francia sono stati i seguenti:
- 19 febbraio 1999: 20% del mercato: clienti che impiegano più di 100 GWh;
- 29 maggio 2000: 30% del mercato: clienti che impiegano più di 16 GWh;
- 10 febbraio 2003: 37% del mercato: clienti che impiegano più di 7 GWh;
- 1º luglio 2004: 70% del mercato: aziende e industrie (1,3 milioni di clienti);
- 1º luglio 2007: apertura totale.

### Status di EDF
EDF era una EPIC (ente pubblico a carattere commerciale e industriale), e in quanto tale era soggetta al "principio di specialità", cioè aveva il diritto di vendere energia elettrica; lo scopo di questo principio di specialità era di far concentrare l'attività delle aziende come EDF nel loro settore specifico, impedendo loro di entrare in altri mercati.
Il cambiamento di status di EDF, annunciato nel marzo 2004 dal governo francese, divenne effettivo il 9 agosto 2004 con l'approvazione della "Loi relative au service public de l'électricité et du gaz et aux entreprises électriques et gazières" (legge relativa al servizio pubblico dell'energia elettrica e del gas e alle aziende elettriche e del gas), pubblicata poi sul Journal officiel il 19 novembre 2004.
La trasformazione in una società anonima fu effettuata per diversi motivi:
- prima di tutto, lo status di EDF come EPIC le dava un vantaggio sui suoi concorrenti durante il processo di apertura del mercato dell'energia elettrica, poiché poteva beneficiare della garanzia illimitata dello Stato e quindi ottenere prestiti a tassi inferiori;
- in secondo luogo, lo statuto di SA poteva consentire a EDF di aumentare il proprio capitale con l'ingresso di nuovi investitori come soci e di dedicarsi ad altri mercati oltre a quello dell'energia elettrica, senza essere più soggetta al "principio di specialità";
- lo status di società anonima, in cui lo Stato può mantenere una quota di proprietà dominante (la legge prescrive addirittura che questa quota non sia inferiore al 70%) non è in contrasto con il ruolo di servizio pubblico.

### Punti della riforma
Lo status di EPIC creava un vantaggio competitivo che divenne insostenibile da parte degli altri produttori di energia elettrica europei, specialmente quando EDF iniziò una serie di acquisizioni all'estero, nel Regno Unito, in Italia e in Germania. Per questa ragione, i concorrenti esteri di EDF chiesero che le regole del gioco fossero le stesse per tutti.
Contemporaneamente EDF aveva bisogno di una struttura societaria che le consentisse di aumentare il capitale attirando nuovi soci e investitori. Il suo fabbisogno di nuovi capitali era stimato, nel maggio 2004, tra i 10 e i 15 miliardi di euro.

## Quotazioni di borsa
Quotata per la prima volta il 21 novembre 2005 a un prezzo di 33€, dal 2008 al 2013 la quotazione di borsa di EDF si è ridotta a meno di un quarto, passando dal massimo di circa 80€ al minimo di circa 15€, per poi risalire fino a circa 30€ a inizio 2014 e ritornare successivamente in zona 22€ nel luglio 2014.
Nel 2016 le quotazioni hanno subito l'impatto della ricapitalizzazione di 4 miliardi decisa dopo la perdita di 5 miliardi del 2015.